# トーヨーストア
株式会社 トーヨーストアは、かつて存在した岡山県岡山市に本社を置くスーパーマーケットチェーン。株式会社天満屋ストアの関連会社であった。

## 沿革
- 1969年 - 1号店福富店開店[1]。

- 1971年4月 - 会社設立[2]。
- 1976年 - 現商号に変更[2]。
- 1983年7月21日 - 天満屋ストアと提携[3][4]。
- 1996年11月26日 -  初のホームセンター併設型店舗かつ初の岡山市外の店舗となる、紅陽台店を玉野市に出店[5]。(倒産後両備ストアカンパニーが落札[6])
- 2003年8月31日 - 当時営業していた全8店を閉鎖し倒産[7]。倒産は当日まで店員でさえ知らなかった。[8]

## かつて存在した店舗
岡山市
東古松店 - 岡山市東古松495-1、1976年10月開店、売場面積700㎡。(跡地はペットリゾート・ラビータ)
益野店 - 岡山市富士見町1-209-2、1993年3月1日開店、売場面積771㎡。
山崎店 - 岡山市山崎25-3、1993年9月1日開店、売場面積498㎡。
下中野店 - 岡山市下中野528-1、1986年11月15日開店、売場面積779㎡。
南輝店 - 岡山市南輝2-1-5、1991年12月3日開店、売場面積498㎡。
千鳥町店 - 岡山市千鳥町1-17、1993年3月1日開店、売場面積498㎡。
福富店 - 岡山市福富西1-20-32、1969年3月5日開店、売場面積501㎡。
医大前店 - 岡山市春日町5-31、1977年2月開店、売場面積236㎡。
庭瀬店
平島店 - 岡山市東平島
高屋店 - 岡山市兼基
ディッシュ国富店 - 岡山市国富626-1、1993年3月1日開店、売場面積444㎡。
泉田店 - 岡山市泉田2-4-33、1988年3月8日開店、売場面積236㎡。
藤原光町店 - 岡山市藤原光町1-9-8
倉敷市
中庄店 - 倉敷市松島
玉野市
紅陽台店 - 玉野市東高崎25-150、1996年11月27日開店、売場面積1304㎡。